# Municipio de Salem Chapel
El municipio de Salem Chapel (en inglés: Salem Chapel Township) es un municipio ubicado en el  condado de Forsyth en el estado estadounidense de Carolina del Norte. En el año 2000 tenía una población de 7.069 habitantes.

## Geografía
El municipio de Salem Chapel se encuentra ubicado en las coordenadas 36°7′56.18″N 80°4′33.03″O / 36.1322722, -80.0758417.